# De Haantjes
Zaalvoetbalclub De Haantjes in Beek uit Limburg is de enige zaalvoetbalclub uit Beek met een landstitel.

## Erelijst
- Landskampioen: 1983 (1x)